# Loc'h Communauté
Loc'h Communauté est une ancienne communauté de communes française, située dans le département du Morbihan, en région Bretagne.

## Histoire

Ancien logo

La communauté de communes du Loc'h voit le jour en décembre 1997 et est alors composée de 6 communes.
En 2014, la communauté de communes change de nom en devenant Loc'h Communauté.
Le 31 décembre 2016, Loc'h Communauté disparaît en fusionnant avec la Communauté de communes de la Presqu'île de Rhuys et Vannes agglo pour former une nouvelle intercommunalité dénommée Golfe du Morbihan - Vannes agglomération, composée de 34 communes et de 169 000 habitants.

## Composition
La communauté de communes du Loc'h comprend 6 communes, à savoir :
| Nom                  | Code Insee | Gentilé     | Superficie (km2) | Population (dernière pop. légale) | Densité (hab./km2) |
| -------------------- | ---------- | ----------- | ---------------- | --------------------------------- | ------------------ |
| Grand-Champ (siège)  | 56067      | Grégamistes | 67,34            | 5 235 (2014)                      | 78                 |
| Brandivy             | 56022      | Brandivyens | 25,88            | 1 271 (2014)                      | 49                 |
| Colpo                | 56042      | Colpéens    | 26,48            | 2 247 (2014)                      | 85                 |
| Locmaria-Grand-Champ | 56115      | Locmariens  | 14,06            | 1 600 (2014)                      | 114                |
| Locqueltas           | 56120      | Locqueltais | 19,46            | 1 645 (2014)                      | 85                 |
| Plaudren             | 56157      | Plaudrinois | 41,07            | 1 826 (2014)                      | 44                 |